# تسوکوده، آیچی
تسوکوده، آیچی (به لاتین: Tsukude) یک منطقهٔ مسکونی در ژاپن است که در ناحیه چوبو واقع شده‌است. تسوکوده ۳٬۲۶۳ نفر جمعیت دارد.